# Gekijōban Pocket Monsters: Kesshōtō no Teiō Entei
Pokémon: Hoàng đế của tháp pha lê Entei, ban đầu ra mắt ở Nhật Bản với tên là Pocket Monsters the Movie: Lord of the "UNKNOWN" Tower ENTEI (劇場版ポケットモンスター 結晶塔の帝王 ENTEI Gekijōban Poketto Monsutā Kesshōtō no Teiō ENTEI, lit. "Emperor of the Crystal Tower ENTEI"), là phim hoạt hình Nhật Bản 2000 của đạo diễn Kunihiko Yuyama như là phim dài chủ đề thứ 3  Pokémon.  Phim công chiếu ở các rạp Nhật Bản vào ngày 8 tháng 7 năm 2000.

## Nội dung
Câu chuyện bắt đầu khi một vị giáo sư đang thu thập những mẩu chữ tượng hình là các pokemon biểu tương Unknow những loài pokemon cổ đại chỉ có ở trong những hầm mộ xưa. Nhưng rồi vị giáo sư ấy đã biến mất để lại cô con gái Molly. Molly vì muốn gặp lại người mẹ của mình lên đã tìm các ký tự Unknow để ghép chúng và thực hiện điều ước Entei được triệu hồi đại diện cho các Unknow. Nhưng chưa thực hiện được điều ước đó thì Entein đã đưa Molly đến thế giới của mình và bắt cóc một cô gái Delia dùng thuật thôi miên để giả cô thành mẹ Molly. Tại sao Entei lại bắt cóc Molly và phải cố gắng kiếm người mẹ giả cho Molly như vậy.

## Phân vai
| Nhân vật                            | Diễn viên lồng tiếng Nhật Bản |
| ----------------------------------- | ----------------------------- |
| Pikachu                             | Ohtani Ikue                   |
| Kasumi                              | Iizuka Mayumi                 |
| Satoshi                             | Matsumoto Rica                |
| Kojirou                             | Miki Shinichiro               |
| Nyarth                              | Inuyama Inuko                 |
| Musashi                             | Hayashibara Megumi            |
| Entei                               | Takenaka Naoto                |
| Kenji                               | Seki Tomokazu                 |
| người dẫn chuyện, Giáo sư Okido     | Ishizuka Unshou               |
| Takeshi                             | Ueda Yuji                     |
| Lin                                 | Kato Ai                       |
| Mii                                 | Yajima Akiko                  |
| Joi                                 | Shiraishi Ayako               |
| Junsa, Waninoko                     | Nishimura Chinami             |
| Aipom                               | Kozakura Etsuko               |
| John                                | Yakumaru Hiroide              |
| Tosakinto                           | Ohtani Ikue                   |
| Matine                              | [[Konishi Katsuyuki]]         |
| Cameraman                           | Sakaguchi Koichi              |
| Deibitto                            | Yamadera Kouichi]]            |
| Hanako                              | Toyoshima Masami              |
| Fushigidane                         | Hayashibara Megumi            |
| Ba của Mii                          | Takenaka Naoto                |
| Hitodeman, Lizardon, Nyorozo, Zubat | Miki Shinichiro               |
| Iwaku                               | Ishizuka Unshou               |
| Reporter                            | Soumi Yoko                    |
| Yorunozuku                          | Ueda Yuji                     |

## Âm nhạc
- Bài hát mở đầu:

"OK! 2000" của Rica Matsumoto,
"Pokemon Johto" của Elan Rivera và PJ Lequerica
- Bài hát kết thúc:

"Niji ga Umareta Hi" của Kumiko Mori, "To Know the Unknown" của Innosense